# A barátunk
A barátunk (eredeti cím: Our Friend) 2019-ben bemutatott amerikai romantikus-dráma, melyet Brad Ingelsby forgatókönyvéből Gabriela Cowperthwaite rendezett. A főszerepben Jason Segel, Dakota Johnson és Casey Affleck látható.
A film világpremierje a Torontói Nemzetközi Filmfesztiválon volt 2019. szeptember 6-án, majd az Amerikai Egyesült Államokban 2021. január 22-én jelenítette meg a Gravitas Ventures, Magyarországon DVD-n jelent meg szinkronizálva 2021 áprilisában.

## Cselekmény
Amikor a harmincnégy éves Nicole Teaguének (Dakota Johnson) végleges petefészekrákot diagnosztizálnak, a becslések szerint mindössze hat hónapot jósolnak neki hátra, azonban férje, Matthew Teague (Casey Affleck) nehezen tudja feldolgozni. Miközben megpróbál alkalmazkodni a sokkoló hírhez, hogy Nicole már nem fog sokáig élni, Dane (Jason Segel), a pár régi barátja megpróbál segíteni rajtuk.
Két hónappal később Dane úgy dönt, hogy beköltözik Teaguék otthonába, és eldobja a saját életét - munkáját, lakását, többi barátját. Amikor Nicole le akarja borotválni fejét, Dane segít neki. Gondoskodik a Teaguék két kislányáról is, míg Matthew elviszi Nicole-t a kórházba. A férfi gondozza és ápolja Nicole-t, mert Matthew egyszerűen nem tudja rávenni magát erre. Dane mindenkire gyakorolt hatása sokkal nagyobb - és mélyebb, mint azt bárki el tudta volna képzelni.

## Szereplők
| Szerep         | Színész             | Magyar hang   |
| -------------- | ------------------- | ------------- |
| Matthew Teague | Casey Affleck       | Rajkai Zoltán |
| Nicole Teague  | Dakota Johnson      | Tóth Ildikó   |
| Dane Faucheux  | Jason Segel         | Hajdu Steve   |
| Aaron          | Jake Owen           | Bordás János  |
| Teresa         | Gwendoline Christie |               |
| Faith Pruett   | Cherry Jones        | Kovács Nóra   |
| Charlotte      | Denée Benton        |               |
| Molly          | Isabella Rice       | Csikos Léda   |
| Evie           | Violet McGraw       | Bak Julianna  |
| Kat            | Marielle Scott      |               |
| Gale           | Ahna O'Reilly       |               |
| Elizabeth      | Azita Ghanizada     |               |
| Kenny          | Sampley Barinaga    |               |

## A film készítése
2019 januárjában jelentették be, hogy Casey Affleck, Dakota Johnson, Jason Segel és Jake Owen szerepelni fognak a filmben, Gabriela Cowperthwaite pedig Brad Ingelsby forgatókönyvéből rendezi, Matthew Teague Esquire című cikke alapján. Gwendoline Christie és Cherry Jones februárban csatlakoztak a szereplők köreihez.
A film forgatása 2019. február 19-én kezdődött Fairhope-ban (Alabama).

## Bemutató
A film világpremierjét a Torontói Nemzetközi Filmfesztiválon  tartották 2019. szeptember 6-án. Az AFI Filmfesztiválon is levetítették 2019. november 6-án. 2020 januárjában a Roadside Attractions és a Gravitas Ventures megszerezte a film terjesztési jogait. 2021. január 22-én jelent meg.

## Fordítás
- Ez a szócikk részben vagy egészben  az   Our Friend című angol Wikipédia-szócikk fordításán alapul.  Az eredeti cikk szerkesztőit annak laptörténete sorolja fel. Ez a jelzés csupán a megfogalmazás eredetét és a szerzői jogokat jelzi, nem szolgál a cikkben szereplő információk forrásmegjelöléseként.